# Ekvinokcium
Ekvinokcium (nebo také epocha) je astronomický pojem, označující okamžik v čase, ke kterému je zafixována soustava souřadnic, především rovníkových souřadnic 2. druhu, v níž se popisují polohy nebeských objektů (hvězd, galaxií, okamžité polohy planet a jiných objektů na obloze), tedy jejich souřadnice (rektascenze a deklinace), případně veličiny ze souřadnic odvozené (např. hodnoty vlastního pohybu hvězd nebo elementů dráhy). Nutnost uvádět při přesných měřeních nebeských souřadnic ekvinokcium je dána skutečností, že v důsledku precese se posouvá jak výchozí bod rovníkových souřadnic 2. druhu, tj. jarní bod, ročně o 50,26" proti pohybu Slunce mezi hvězdami, tak v důsledku precese a nutace se periodicky mění s amplitudou ±23,5° a periodou 25 800 roků (tzv. platónský rok) orientace zemské osy a tím i roviny rovníku, která je druhým výchozím opěrným bodem zmíněné soustavy souřadnic. Proto se v průběhu času pomalu mění orientace os souřadné soustavy vůči hvězdnému pozadí a mění se i hodnoty v ní uváděných souřadnic.
U souřadnic hvězd je ekvinokcium obvykle udáváno pro počátky roků 1950 nebo (od roku 1975) pro počátek roku 2000 (označováno J2000,0). U efemerid planet v hvězdářských ročenkách se obvykle udávají souřadnice vztažené k počátku příslušného kalendářního roku, což je pro pozorovatele planet a jiných těles Sluneční soustavy výhodnější.

## Etymologická poznámka
Původní význam latinského slova ekvinokcium je rovnodennost. Přenáší se na zde popsaný astronomický pojem v souvislosti s tím, že jarní bod je definován jako místo na ekliptice, ve kterém se nachází Slunce v okamžiku jarní rovnodennosti.